# Terratrèmol del Nepal de 2015
El Terratrèmol del Nepal de 2015 va ser un terratrèmol de 7,8 (Mw) que va tenir lloc a les 11:56 NST (8:11:26 UTC+2) el dissabte 25 d'abril de 2015, amb l'epicentre aproximadament a 29 kilòmetres al sud-est de Lamjung, Nepal, i l'hipocentre a una profunditat aproximada de 15.000 metres. Es considera el terratrèmol més poderós des del Terratrèmol del Nepal de 1934. Segons els balanços oficials, més de 5000 persones van perdre la vida a quatre països (la majoria al Nepal, 53 a l'Índia, Xina, una vintena al Tibet i 4 a Bangladesh), tot i que segons les estimacions es podria arribar a 10.000 morts i gairebé 11.000 ferits. A banda de les pèrdues humanes, diversos edificis catalogats com a Patrimoni de la Humanitat per la UNESCO van quedar destruïts per la catàstrofe. Els efectes del terratrèmol també se sentiren a l'Himàlaia, i a nombrosos camps base, d'altura i expedicions que en aquell moment atacaven l'Everest i altres muntanyes veïnes es veieren afectats per greus allaus, de tal manera que aquest fou el dia més letal a aquesta muntanya des que se'n conserven registres.

## Configuració tectònica
El Nepal es troba al límit sud de la col·lisió continental on la placa de l'Índia es troba amb la Placa Euroasiàtica. La taxa de convergència entre les plaques al centre del Nepal és d'aproximadament 45 mm anuals. La ubicació, la magnitud i la tipologia del terratrèmol suggereixen que va ser causat per una esllavissada al llarg de la placa frontal nepalès. Els efectes del terratrèmol es van veure amplificats a Katmandú, atès que es localitza a la conca de Katmandú, la qual conté més de 600 m de roques sedimentàries.
L'últim esdeveniment semblant a la zona va ser ara fa 500 anys. Segons Geohazards International, una ONG de Califòrnia, cada 75 anys acostuma a haver-hi un fort terratrèmol a aquesta zona, per bé que potser d'una magnitud menor a la del 25 d'abril de 2015. De fet, els sismòlegs ja havien advertit del perill d'un terratrèmol important, i el ministre d'Exteriors del Nepal, Mahendra Bahadur Pandey, va advertir a la reunió de les Nacions Unides celebrada tot just un mes abans a Sendai que «El Nepal segueix sent un dels països del món més vulnerable als desastres naturals (…) S'estima que la pèrdua de vides a la vall de Katmandú seria catastròfica si hi hagués un gran terratrèmol.»

## Terratrèmol

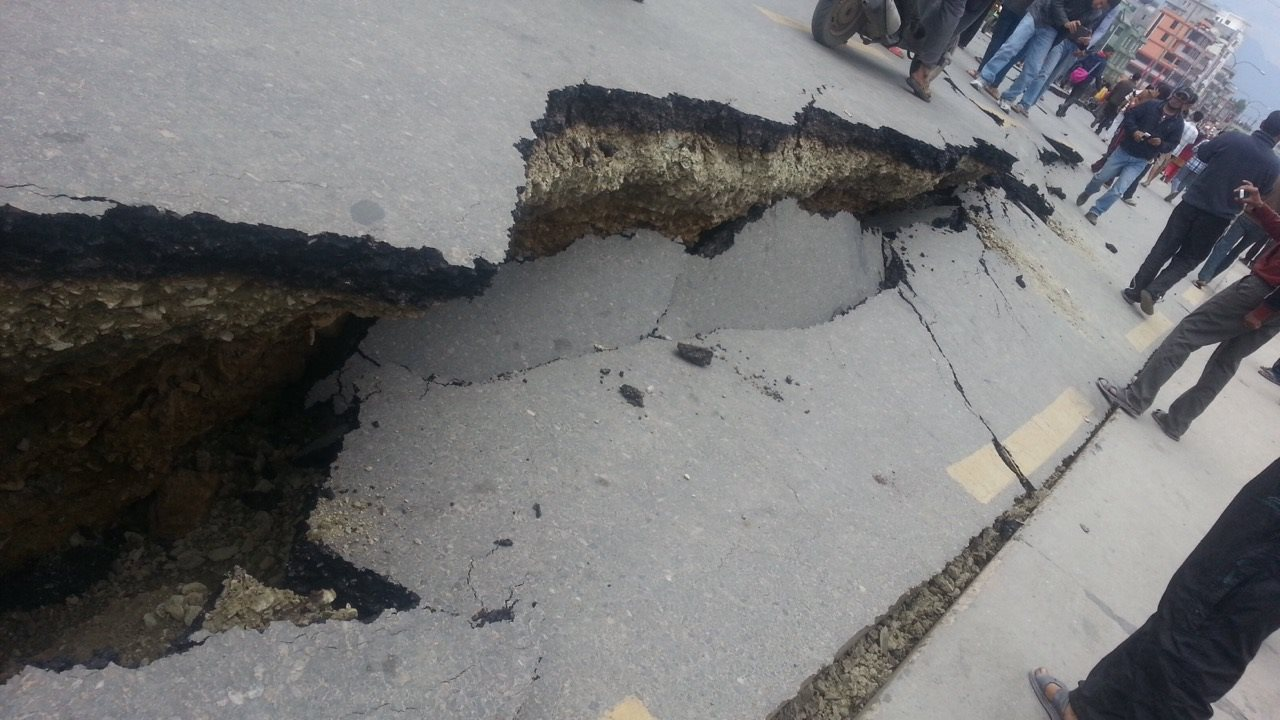

El terratrèmol va tenir lloc el dia 25 d'abril de 2015 a les 11:56 NST hora local (8:11:26 UTC+2) i a una profunditat aproximada de 15 km, amb un epicentre aproximat a 24 km al sud-est del districte de Lamjung, al Nepal, i va durar aproximadament uns 20 segons.

### Intensitat
Inicialment, el servei geològic dels Estats Units (United States Geological Survey, USGS) va documentar el terratrèmol com un moviment de magnitud 7,5 Mw, tot i que va ser recategoritzat al cap de pocs minuts amb una magnitud de 7,9 Mw i finalment documentat com a 7,8 Mw. El Centre de Xarxes Sismològiques de la Xina (CENC) va documentar una magnitud de 8,1 Mw, i l'India Meteorological Department va documentar dos terratrèmols al Nepal a les 06:11 UTC i a les 06:45 UTC: el primer amb una magnitud de 7,9 punts a l'Escala Richter i amb un epicentre a 80 km al nord-est de Katmandú i el segon de 6,6 punts i una profunditat de 10 km per sota de l'escorça terrestre. Bharatpur fou la ciutat més propera a l'epicentre del primer terratrèmol. Més de 25 rèpliques van tenir lloc durant les hores posteriors amb una magnitud aproximada de 4,5 Mw incloent alguna de magnitud 6,6 Mw, que va tenir lloc pocs minuts després del primer tremolor.
Segons el web de l'USGS, la intensitat del terratrèmol fou categoritzada d'IX (Violenta). Els tremolors es van sentir també als estats Indis de Bihar, Uttar Pradesh, Assam, West Bengal, Sikkim, Uttarakhand, Orissa, Andhra Pradesh, i a la capital, Nova Delhi. A Orissa va provocar desperfectes menors, també a Kochi, a l'estat de Kerala. La intensitat es va categoritzar com a IV (baixa) a Dhaka, Bangladesh, sempre segons el web de l'USGS. També es va sentir al Tibet, el Pakistan, i Bhutan.

### Rèpliques
Una forta rèplica de magnitud 6,7 va tenir lloc el dia 26 d'abril a la mateixa regió al voltant de les 13:00 hora local (UTC +5). El terratrèmol va causar noves esllavissades a l'Everest, per bé que no afectaren als alpinistes allà atrapats, i també es va sentir al nord de l'Índia, fins i tot a Calcuta, Assam i Siliguri. Poc després de la primera rèplica, al Nepal es va registrar un altre tremolor de magnitud 5.
Segons un model de GeoGateway —basat en un mecanisme de la USGS— d'una falla gairebé horitzontal, tenint en compte les rèpliques, mostrava que el terratrèmol s'ha ocasionat pel moviment d'una falla normal d'uns 150 quilòmetres de llarg i 50 quilòmetres d'ample, que té un pla de falla d'11º, un cabussament de 295º i una escletxa (dip slip) de 3 metres. The US Geological Survey says the aftershock on Sunday registered at a shallow depth of 10 kilometers (6 miles).

### Terratrèmols posteriors
El dimarts 12 de març un nou sisme de magnitud 7,3 va tornar a afectar el país, aquesta vegada amb epicentre a Chautara, una ciutat ubicada 70 kilòmetres a l'oest de Kàtmandu.

## Efectes
| País       | Morts | Ferits | Ref.   |
| ---------- | ----- | ------ | ------ |
| Nepal      | >2400 | >6000  | [ 3 ]  |
| Índia      | 57    | 240    | [ 21 ] |
| Xina       | 18    | 55     | [ 22 ] |
| Bangladesh | 4     |        | [ 13 ] |
| Total      | 2,342 | 4,924  |        |

Segons el portaveu de la policia Nepalí Kamal Singh Bam, com a mínim 2.263 persones van morir i 4.629 van resultar ferides només al Nepal.

### Monuments
- Kathmandu: Diversos edificis catalogats com a Patrimoni de la Humanitat per la UNESCO van resultar afectats o fins i tot destruïts, entre els quals destaquen la Plaça Durbar de Katmandú,[8] i la Torre Dharahara, un edifici construït el 1832 que en el moment del col·lapse atrapà un mínim de 180 persones,[24][25][26][27] i el Temple Manakamana localitzat a la ciutat de Gorkha. La part nord del Janaki Mandir també es creu que ha pogut veure's afectada.[28] Diversos temples, incloent el Kasthamandap, el temple Panchtale, el Basantapur de Durbar, el temple de Dasa Avtar i el Krishna Mandir, entre d'altres, van ser destruïts durant el terratrèmol. Entre els monuments parcialment destruïts es troben el Temple Kumari, el Taleju Bhawani, la part superior del Temple Jay Bageshwori de Gaushala i algunes parts del Temple Pashupatinath. També es van veure afectades parts del Swyambhunath, el Boudhanath l'Stupa i Ratna Mandir i l'Institut de Durbar.[29]
- Patan: A Patan, la Char Narayan Mandir, l'estàtua de Yog Narendra Malla, el Temple de Taleju, el Hari Shanker, el temple d'Uma Maheshwor i el de Machhindranath a Bungmati també van ser destruïts. A Tripureshwor, el Kal Mochan Ghat, va ser completament destruït i la Tripura Sundari també van patir desperfectes significatius.[29]
- Bhaktapir: A Bhaktapur, diversos monuments, inclosos el temple Fasi Deva, el temple Chardham i el temple del segle xvii de Vatsala Durga foren destruïts en part o completament.[29]
- Fora de la Vall: Fota de la vall de Katmandú, el temple Manakamana de Gorkha, la plaça Durbar de Gorkha, el Palanchowk Bhagwati del Districte de Kavrepalanchowk, el Rani Mahal del Districte Palpa, el Janaki Mandir de Janakpur, la Churiyamai del Districte Makwanpur, el Dolakha Bhimsensthan del Districte de Dolakha, així com la Durbar de Nuwakot, van ser parcialment destruïdes.[29]

L'historiador Prushottam Lochan Shrestha, va dir que la gran part d'aquests monuments podrien haver-se perdut per sempre, ja que la seva reconstrucció és tècnicament molt complicada i costosa. Poc després del terratrèmol, Shrestha va declarar que «Hem perdut patrimoni monumental de la Unesco a Kathmandu, Bhaktapur i el districte de Lalitpur. No es podran retornar al seu estat previ».

### A l'Everest i muntanyes veïnes
El terratrèmol va desencadenar una allau al Pumori que va afectar la part central del camp base de l'Everest, deixant un mínim de 20 persones mortes i 60 de ferides de diversa consideració. Les allaus no van afectar les expedicions que es trobaven a la cara nord de la muntanya ni al primer dels camps d'altura; mentre que el camp 2 va tenir una afectació parcial. Altres expedicions localitzades a la mateixa serralada, que atacaven el Makalu, el Lhotse i l'Annapurna, van comunicar que no s'havien vist afectades pel terratrèmol, tot i haver notat els tremolors. Es calcula que en aquell moment hi havia un miler de persones al camp base de l'Everest: uns 400 alpinistes disposats a atacar el cim més alt del món o el Lhotse i 600 persones entre equips de suport i xerpes.
Les operacions de rescat s'iniciaren immediatament, i s'aconseguí realitzar un primer trasllat en helicòpter de 22 ferits al nucli de Periche abans que les males condicions meteorològiques impedissin l'enlairament d'altres mitjans aeris. L'aeroport internacional de Katmandú es tancà immediatament després del terratrèmol i va obrir hores més tard per facilitar l'arribada d'ajuda, cancel·lant tots els vols comercials fins almenys el 26 d'abril.
El 26 d'abril es pogueren reprendre els vols en helicòpter fins al camp base de l'Everest per fer-hi arribar ajuda i traslladar als ferits greus i crítics a Lukla. D'aquesta manera es confirmà un mínim de 20 persones mortes, 61 de ferides i un nombre incert de desaparegudes, i es constatà que els pràcticament 100 alpinistes atrapats al primer i al segon camp d'altura estaven bé, per bé que atrapats a la muntanya. No obstant això, alguns xerpes iniciaren el descens a través de la zona coneguda com La Cascada de Gel (Icefall) —lloc on justament un any abans hi hagué l'accident més mortífer de la història dels ascensos a l'Everest, amb 16 guies morts en una allau— i informaren que els passos estaven en relatiu bon estat, però la possibilitat de rèpliques del terratrèmol ha fet descartar que els alpinistes atrapats al camp d'altura descendeixin pel seu propi peu a través de La Cascada de Gel, optant per un rescat en helicòpter quan sigui possible.